# Santa Eulàlia de Vilanova de la Muga
Santa Eulàlia és l'església parroquial del poble de Vilanova de la Muga, al municipi de Peralada (l'Alt Empordà), inclosa en l'Inventari del Patrimoni Arquitectònic de Catalunya.

## Arquitectura

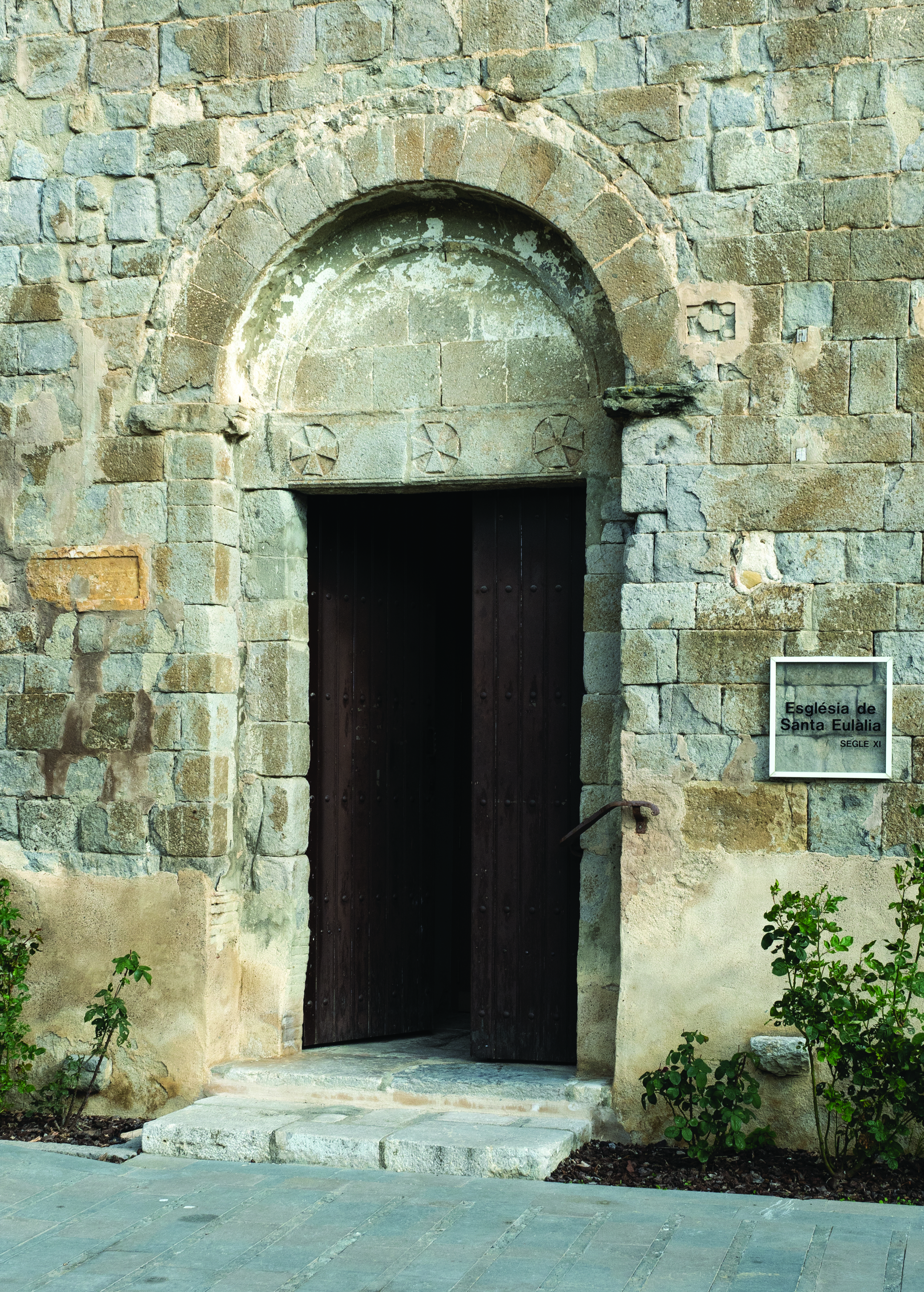
Portalada

L'església és un edifici de la segona meitat del segle xi (segurament reformada al s. XII - XIII), de tres naus capçades a l'est amb tres absis semicirculars. La nau principal està coberta amb volta de canó seguida, i les laterals amb quart de volta. S'aprecia una diferència clara entre el tipus de parament de l'absis i la nau central, obrat amb carreus ben escairats de dimensions considerables, respecte de les laterals, més irregular. A banda, destaca el parament exterior de l'absis septentrional, on és visible el reaprofitament de diversos elements d'època clàssica i paleocristiana, com llambordes, bipedals i tegulae, que demostren l'antiguitat de l'ocupació del lloc i tal vegada l'existència d'una vil·la romana.
L'entrada principal, a la façana de ponent, és una porta de dos arcs de mig punt en gradació, i una llinda llisa amb l'única decoració de 3 creus gregues inscrites en un cercle. La morfologia actual de l'edifici va poder ser alterada per les possibles reparacions a resultes de la forta crescuda de la Muga l'any 1421, o per la profanació de l'interior del temple pels soldats francesos el 1661. L'aspecte original romànic també es veu condicionat per les nombroses modificacions dutes a terme en època moderna.
Destaquen la construcció d'un cor i la sagristia (s. XVI-XVII), i el campanar de torre, octogonal, amb un pis superior sobrealçat (s. xviii-xix). Segurament aquest campanar va substituir una espadanya d'origen medieval, i potser un campanar quadrangular de menors dimensions, com es pot apreciar al basament. En l'interior es conserven diversos elements petris d'interès. En l'absidiola nord, una pica baptismal semicircular (102 x 135 x 57 cm), tallada en un sol bloc de pedra calcària i decorada per l'exterior de la meitat inferior amb un fris d'arcuacions cegues sostingudes per fusts i capitells llisos. Per la topologia es podria pensar en una datació dins el segle xii.
Sobre un altar de la nau de l'epístola hi ha el sepulcre del cavaller Guillem Bascaró, manat fer per la seva esposa Dolça l'any 1375. Es tracta d'una ossera rectangular amb tapa trapezoïdal, tallada en pedra calcària. Al frontis s'hi pot llegir la inscripció funerària, flanquejada per dos escuts del llinatge inserits en dues cartel·les lobulades. Els Bascaró eren una família que al segle xiv residien a Pedret. S'ignora la ubicació original de la peça, que l'any 1910 es trobava emparedada a la sagristia.

### Pintures murals

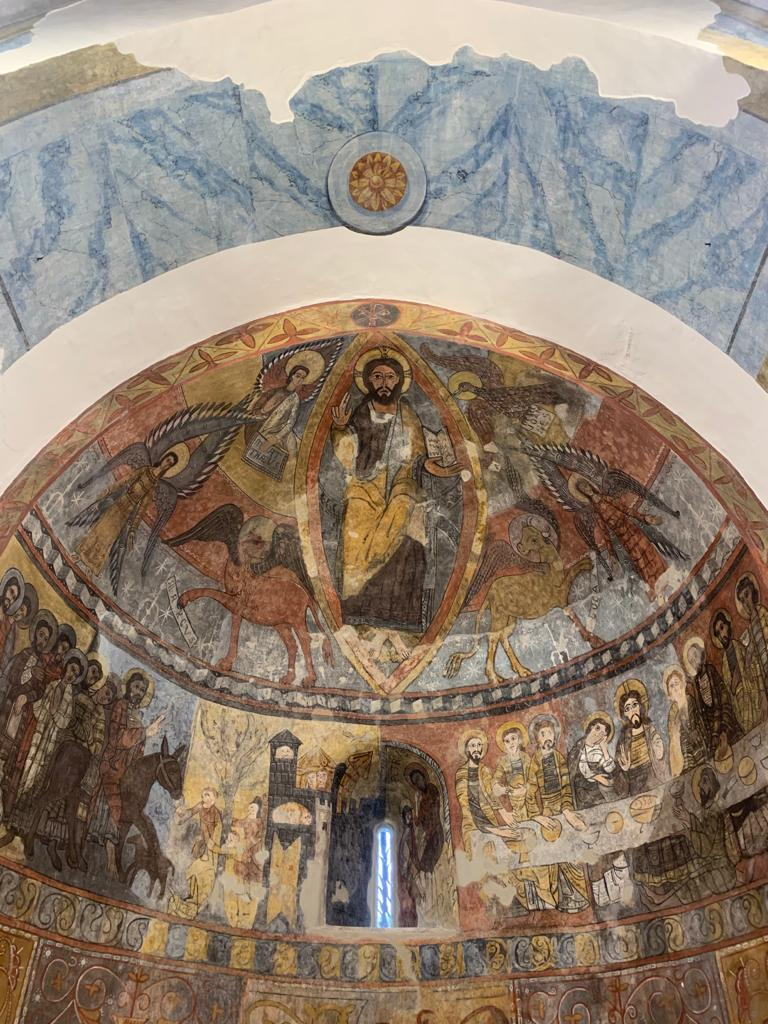
Pintures murals

En l'absis central es pot apreciar un espectacular conjunt de pintura mural d'època romànica, ordenat en tres registres decoratius i datable dins segle xiii. En la petxina absidal hi ha representada la Maiestas Domini dins una màndorla, flanquejat pels símbols del tetramorf dels quatre evangelistes, i dos querubins als extrems, segons la iconografia deriva del llibre de l'Apocalipsi i les visions d'Isaïes i Ezequiel. Al registre central, on es concentren la majoria de continguts, s'hi representen les escenes de l'arribada de Jesús a Jerusalem, el lavatori dels peus a Sant Pere (a l'esqueixada interior de la finestra central) i l'últim sopar. El registre inferior es divideix en una franja amb decoracions vegetals i geomètriques que sorgeixen de dins uns calzes, i una altra a la base amb simulació de cortinatges.

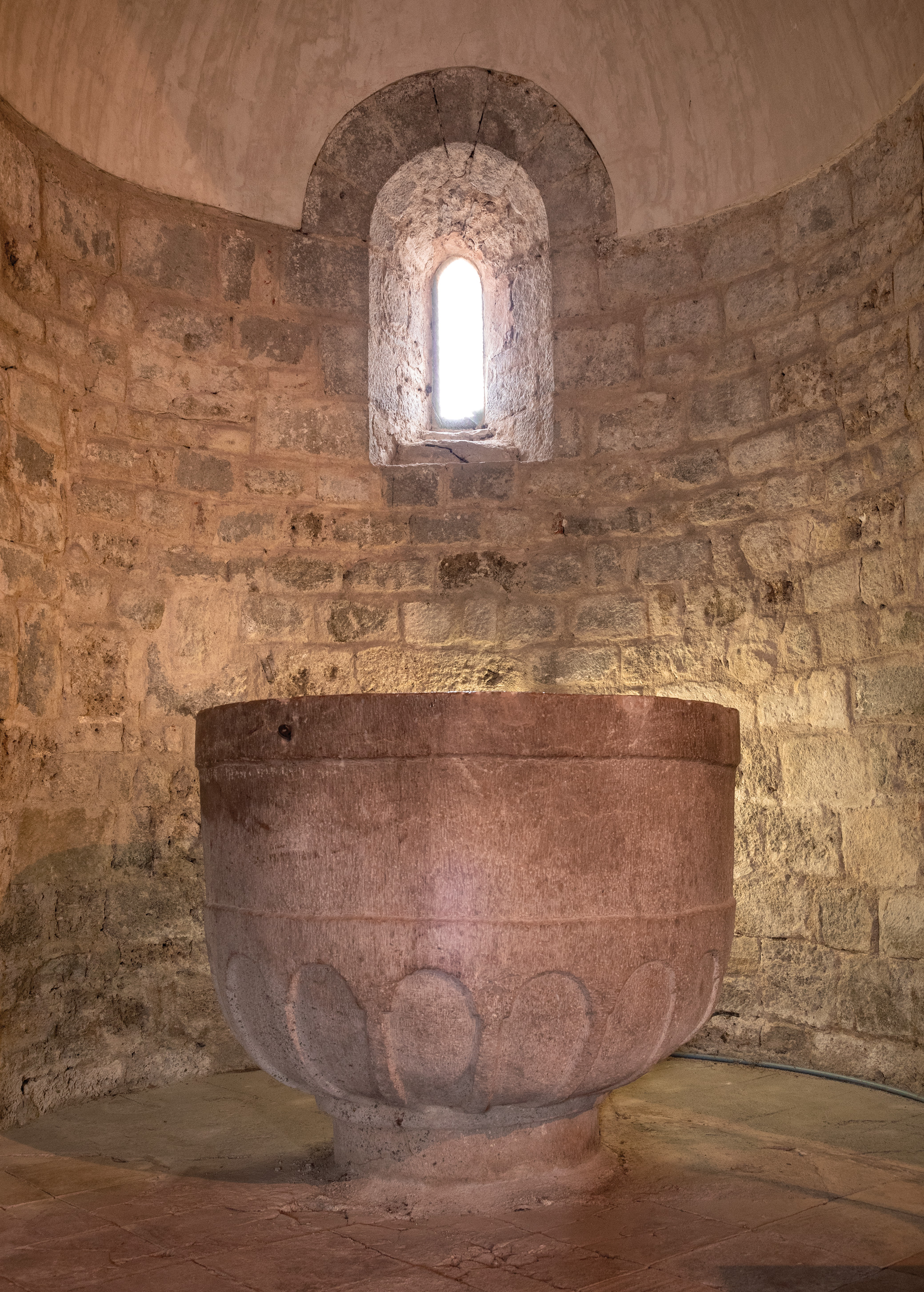
Pica baptismal

L'autor és desconegut, però els historiadors de l'art han vinculat aquestes pintures amb el corrent bizantí i les obres murals de Sixena i del mestre d'Avià. L'any 1946 foren objecte d'una restauració que va comportar la reintegració (i repintat) d'algunes parts que s'havien perdut quasi del tot. Recentment, en dues fases entre 2018 i 2019, s'ha procedit a la neteja i consolidació dels frescos, alhora que s'han identificat les parts intervingudes en la restauració de 1946. Alhora també s'han pogut descobrir pintures realitzades amb posterioritat a l'arc triomfal, datables vers els segles XVII-XVIII. El conjunt és un dels més grans i més ben conservats in situ de tota la pintura romànica catalana.

## Història
El primer esment de l'indret es produeix l'any 898, en la venda d'un camp que fa Castellà als esposos Anderic i Abel·lolònia pel valor d'1 sou, recollida al cartoral del monestir de Santa Maria de Roses. El camp limitava per l'oest amb un camí antic, que duia a la vila «...ipsa strata qui pergit ad Villa Nova». L'any 1019, en l'acta de consagració de la canònica de la seu Girona, s'esmenta per primer cop l'església de Santa Eulàlia de Vilanova, que fou donada als canonges pel bisbe Pere de Carcassona, amb tots els seus delmes, primícies i oblacions. Des de finals del segle x i fins al final de l'edat mitjana hi va tenir diversos dominis el monestir de Sant Pere de Rodes, confirmats per una epístola del 974 del papa Benet VI a l'abat Hildesind.
Al llarg de la baixa edat mitjana també van tenir-hi drets i possessions altres famílies de cavallers, com les famílies Quermançó, Alió (amb dret sobre un dels beneficis), Espasens, Sord i Bascarons (es conserva un sepulcre a l'interior del temple), o els mateixos comtes d'Empúries. L'any 1598 es canvià de lloc l'altar de Sant Miquel. El 17 d'abril de 1602 es beneí una campana. A principis del segle xvii el bisbe disposà que els obrers de l'església de Santa Eulàlia fossin els mateixos que administressin l'hospital de la població. A finals de 1618 començaren a vendre ciris per a pagar un retaule de la Mare de Déu del Roser. Al segle xviii l'activitat dels feligresos (coincidint amb un augment de població) fou intensa, i es fundaren les confraries de Santa Eulàlia (1727) i del Santíssim (1751).